# 太陽的女兒
『太陽的女兒』は、台湾の中華電視公司制作のテレビドラマである。全41話。同局で2007年4月13日より放送されている。なお、このドラマが始まる前の枠は『花様少年少女』の再放送を放送していた。2007年に交通事故死した許瑋倫の最後の出演作品となる。日本未公開。

## 出演
- 施易男（康劭祺役）
- 許瑋倫（尹思嘉役）（第3話まで出演）
- 林韋君（尹思嘉役）（第3話から出演）
- 曾之喬（胡映月役）
- 姚以緹（尤瑪役）
- 余秉諺（達魯役）
- 姚元浩（張俊偉役）
- 周采詩（蘇慧中役）
- 張復建（尹承泰役）
- 和家馨（張雯役）
- 邱秀敏（阿布役）
- 錢帥君（巧雲役）
- 吳廷宏（郝佑新役）
- 金多惠（尤瑪役）（幼少期）
- 曾友德（達魯役）（幼少期）
- 管謹宗（蘇宏仁役）
- 蔡明勳（胡強役）
- 康淇（陸筱婷役）
- 邱圓芳（徐碧媛役）

## スタッフ
- 脚本：蕭湄義、邱昭瑜
- 監督：王重正、王重光
- 制作：張谷川

## 音楽
- オープニングテーマ：許瑋倫「光芒」
- エンディングテーマ：小宇「唯一的唯一」

## リンク
- 公式ホームページ